# Majków (gmina)
Majków – dawna gmina wiejska istniejąca do 1933 roku w woj. wołyńskim (obecnie na Ukrainie). Siedzibą gminy był Majków.
W okresie międzywojennym gmina Majków należała do powiatu ostrogskiego w woj. wołyńskim. 1 stycznia 1925 roku gmina została wyłączona z powiatu ostrogskiego (który równocześnie przekształcono w powiat zdołbunowski) i przyłączona do powiatu rówieńskiego.
Gmina miała specyficzny kształt, stanowiąc długie i bardzo wąskie pasmo, ciągnące się wzdłuż granicy ze Związkiem Radzieckim.
12 grudnia 1933 roku gmina została zniesiona, a jej obszar włączono do gmin Hoszcza (główna część) i Korzec (tylko wsie Czernica i Kryłów). W dniu zniesienia gmina składała się z 10 gromad: Duliby, Zawrów, Hłuboczek, Borszczówka, Majków, Lidawka, Paszuki, futor Majków, Czernica i Kryłów.